# Géoréférencement
Le géoréférencement est le processus permettant d'attribuer à une image numérique à dimension spatiale des coordonnées géographiques, en lui appliquant une transformation. Cette pratique ne doit pas être confondue avec la géolocalisation qui consiste à localiser un objet sur un plan.

## Fonctionnement
De nombreuses images numériques représentent une portion de l'espace terrestre : cartes, plans, photographies aériennes, images satellitaires, documents anciens, etc. Elles possèdent une dimension spatiale ou cartographique qui peut être exploitée. Le géoréférencement consiste à transformer ces images en jeu de données de type raster, défini par des coordonnées géographiques. Cette procédure permet ensuite d'utiliser ces images dans des outils spécialisés, comme les systèmes d'information géographiques (SIG). Elles peuvent être superposées à d'autres données cartographiques, raster ou vecteurs, qui sont déjà géoréférencements ou comportent nativement des coordonnées géographiques. Les images géoréférencées peuvent aussi servir de fond de carte et permettre la digitalisation d'objets.
Dans le jargon des géomètres-experts, le géoréférencement est l’action de « rattacher » un relevé dans un système de coordonnées connu. Le géomètre-expert travaille dans un système local afin de garantir une précision maximale mais pour assurer l’interopérabilité des données il est nécessaire de les géoréférencer.

## Géoréférencement de cartes et plans anciens
Le géoréférencement est utilisé pour transformer des cartes ou plans anciens en données géographiques exploitables dans des outils numériques, comme les SIG. Ces documents doivent au préalable faire l'objet d'une numérisation de bonne qualité. L'opération de géoréférencement consiste à caler le plus précisément possible la carte ancienne sur un fond cartographique de référence, qui correspond au même territoire aujourd'hui.

## En Europe
La directive européenne Inspire définit un standard d’échange pour les données géographiques. 